# Кумарасвами, Ананда
Ананда Кентиш Кумарасвами (англ. Ananda Kentish Coomaraswamy; 22 августа 1877 — 9 сентября 1947) — эзотерик, метафизик, специалист по индийской философии и искусству. Внёс большой вклад в знакомство Запада с индийской и буддийской культурой. Один из основателей, наряду с Рене Геноном (1886—1951) и
Фритьофом Шуоном (1907—1998), направления традиционализма в современной мысли.

## Биография
Ананда Кумарасвами родился 22 августа 1877 в Коломбо, его отцом был известный тамильский законодатель и философ Муту Кумарасвами, женатый на англичанке по имени Элизабет Биби, он был первым выходцем из Азии, посвящённым в рыцари королевой Викторией.
В 1879 году отправился в Англию, где окончил Лондонский университет и в 1902 году женился на Этель Партридж. В 26 лет был назначен директором минералогического музея на острове Цейлон. В 1904 году Кумарасвами описал один из минералов, хранившихся в фондах музея, как оригинальную форму уранинита, однако по результатам химических анализов этот минерал вскоре был объявлен Уиндхемом Р. Данстаном новым, ранее неизвестным минералом, получившим название торианит. Этот редкий и промышленно важный радиоактивный минерал встречается в небольших количествах в некоторых цейлонских россыпях:48, по составу он представляет собой окись тория, часто содержит примеси урана и редкоземельных элементов.
Заинтересовавшись культурным наследием Цейлона, Кумарасвами провёл исследование оставшихся экспонатов музея, результатом которого стала его классическая монография «Средневековое сингальское искусство» (1908). Вскоре сфера его интересов окончательно поменялась: он оставил геологию и посвятил себя полностью исследованию искусства и культуры Индии и Цейлона. В это же время Ананда издал другую монографию — «Цели индийского искусства» (1908). В этих двух и последующих исследованиях Кумарасвами пытался восстановить и интерпретировать философию национального искусства, а не просто описывать красоты различных художественных работ. Свои работы он писал в строгом академическом стиле, активно знакомя Запад с традиционным индийским искусством.
В 1917 году Ананда стал первым хранителем индийского искусства в Музее изобразительных искусств Бостона, оставаясь на этом посту до конца своей жизни. В ноябре 1922 года женился на американской художнице Стелле Блох (которая была на 20 лет моложе) и в течение 1920-х годов они были частью богемных художественных кругов Нью-Йорка. В то же время он изучал санскритскую и палийскую религиозную литературу, а также западные религиозные сочинения. Он написал каталоги для Музея изящных искусств и опубликовал в 1927 году «Историю индийского и индонезийского искусства».
18 ноября 1930 года Кумарасвами женился на аргентинке Луизе Рунштейн (которая была на 28 лет моложе),  работавшей светским фотографом под псевдонимом Кслата Ллама. У них родился сын, третий его ребенок, Рама Поннамбалам (1929–2006), ставший врачом и в 22 года принявший католичество. После II Ватиканского собора Рама опубликовал работы с критикой реформ, влившись в ряды католиков-традиционалистов.
Кумарасвами принимал участие в собрании персидского искусства для американских музеев. Был известен как один из ведущих специалистов по традиционной иконографии. Ему приписывали знание тридцати шести языков, на которых он занимался поэзией и музыкой.
Умер 9 сентября 1947 в городе Нидем, штат Массачусетс.

## Вклад в развитие традиционализма
Обширные познания Кумарасвами в западной и восточной метафизике, любовь и понимание различных культур, безупречное владение многими языками позволили ему стать блестящим интерпретатором символов и мифов различных народов, что нашло отражение в его статьях и книгах.
Годы службы хранителем в Бостонском Музее изобразительных искусств Ананда посвятил объяснению традиционной метафизики и символики. Его письма этого периода заполнены ссылками на Платона, Плотина, Климента, Филона, Августина, Фому Аквинского, Шанкару, Экхарта и других мистиков. Кумарасвами именовал сам себя метафизиком, обращающимся к Вечной Философии. В своих работах он пытался сопоставить традиционные западные учения с восточными.
Рождённый в индусской традиции, он имел глубокие познания в западной традиции и испытывал любовь к греческой метафизике, особенно к Плотину, основателю неоплатонизма.
Всё это позволило Кумарасвами увидеть общее в западной и восточной традиции, установить единство Веданты и учения Плотина.
Многие работы Кумарасвами посвящены реабилитации буддизма, в возникновении которого некоторые традиционалисты усматривали лишь восстание кшатриев против власти браминов.